# Liste des compagnies de distribution d'électricité par pays
On appelle distribution d'électricité l'activité de construction et d'entretien d'un réseau électrique basse et moyenne tension. 

## Définitions
Des définitions locales peuvent être influencées par des législations.
Par exemple, dans l'Union européenne, la distribution est définie comme « le transport d'électricité sur des réseaux de distribution à haute, à moyenne et à basse tension aux fins de fourniture à des clients, mais ne comprenant pas la fourniture » par la directive 2019/944. Dans le cadre du service universel, les États membres imposent aux gestionnaires de réseau de distribution l'obligation de raccorder les clients à leur réseau sous des conditions définies.

## Historique
Historiquement, cette activité a été entreprise par des sociétés, souvent publiques, en monopole sur un territoire de desserte donnée. Ainsi, au Maroc, par exemple, c'est l'Office national d'électricité qui a pris cette activité en charge. En France, les réseaux publics de distribution d'électricité sont la propriété des communes qui peuvent en confier la gestion à Enedis, ou à des entreprises locales de distribution (ELD) par le biais de contrats de concession.

## Afrique
| Pays                             | Entreprises |
| -------------------------------- | --- |
| Afrique du Sud                   | Eskom |
| Algérie                          | Sonelgaz |
| Angola                           | ENDE (Empresa Nacional de Distribuição de Electricidade) |
| Bénin                            | Société béninoise d'énergie électrique (SBEE) |
| Burkina Faso                     | Société nationale d'électricité du Burkina Faso SONABEL |
| République centrafricaine        | Enerca |
| Cameroun                         | Enéo Cameroon |
| République du Congo              | Énergie électrique du Congo |
| République démocratique du Congo | Société nationale d'électricité (RDC) |
| Côte d'Ivoire                    | Compagnie ivoirienne d'électricité |
| Djibouti                         | Électricité de Djibouti |
| Égypte                           | North Cairo Electricity Distribution Company (NCEDC), South Cairo Electricity Distribution Company (SCEDC), Alexandria Electricity Distribution Co (AEDC), Canal Company for Electricity Distribution (CCED), North Delta DCO, South Delta EDC, El-Behera, Middle Egypt DCO, Upper Egypt Electicity Distribution (UEED) |
| Gabon                            | Société d'énergie et d'eau du Gabon |
| Guinée                           | Électricité de Guinée |
| Kenya                            | Kenya Power |
| Madagascar                       | Jirama |
| Mali                             | Énergie du Mali |
| Maroc                            | Office national d'électricité |
| Maurice                          | Central Electricity Board (CEB) |
| Mauritanie                       | Societe Mauritanienne d'Electricite (SOMELEC) |
| Mayotte                          | Électricité de Mayotte |
| Niger                            | Société nigérienne d'électricité |
| Nigeria                          | Colenco Consulting Ltd - Abuja Electricity Distribution Company - Benin Electricity Distribution Company - Eko Electricity Distribution Company - Enugu Electricity Distribution Company - Ibadan Electricity Distribution Company - Ikeja Electricity Distribution Company - Jos Electricity Distribution Company - Kaduna Electricity Distribution Company Plc - Kano Electricity Distribution Company - Port Harcourt Electricity Distribution Company - Yola Electricity Distribution Company |
| Sénégal                          | Société nationale d'électricité du Sénégal, Senelec |
| Tanzanie                         | Tanesco-TZ |
| Tchad                            | Société Nationale d'Electricité du Tchad |
| Tunisie                          | Société tunisienne de l'électricité et du gaz |

## Amérique du Nord
| Pays                     | Entreprise |
| ------------------------ | --- |
| Canada                   | AltaLink - ATCO Electric - ATCO Power - BC Hydro and Power Authority - Brookfield Power - Enersource Corporation - ENMAX Corporation - EPCOR - FortisAlberta - FortisBC - Horizon Utilities Corporation - Hydro One - Hydro Ottawa Holding Inc. - Hydro-Québec Distribution - Manicouagan Power Company Limited - Manitoba Hydro - Maritime Electric Power Company - New Brunswick Power Holding Corporation - Newfoundland and Labrador Hydro - Newfoundland Power Inc. - Northwest Territories Power Corporation - Nova Scotia Power Inc. - Ontario Power Generation - Saint John Energy - SaskPower - Toronto Hydro Corporation - TransAlta - TransCanada - Yukon Energy Corporation |
| Mexique                  | Comisión Federal de Electricidad |
| Saint-Pierre-et-Miquelon | EDF SEI |

## Amérique du Sud
| Pays    | Entreprise |
| ------- | --- |
| Brésil  | AES Eletropaulo - AES Sul - Ampla - Bandeirante Energia - Celesc - Celpe - CEMIG - CPFL - Coelba - Coelce - Copel - Cosern - Elektro - Energisa - Escelsa - Energias do Brasil - Equatorial - Light |
| Barbade | Barbados Light and Power Company BL&P Co |
| Guyane  | EDF SEI |
| Uruguay | UTE |

## Asie
| Pays                | Entreprise |
| ------------------- | --- |
| Bangladesh          | Bangladesh Power Development Board - Dhaka Electric Supply Company Limited - West Zone Power Distribution Company Limited - Rural Electrification Board of Bangladesh |
| Chine               | State Grid Corporation of China, China Southern Power Grid Hong Kong : Hongkong Electric, CLP Macao : CEM |
| Inde                | Andhra Pradesh State Electricity Board (APSEB), Andhra Pradesh - Uttar Haryana Bijli Vitran Nigam Limited - Dakshin Haryana Bijli Vitran Nigam Limited - Brihanmumbai Electric Supply and Transport - BSES Rajdhani Power Ltd. Delhi - BSES Yamuna Power Ltd. Delhi - Calcutta Electric Supply Corporation - Damodar Valley Corporation - Dakshin Gujarat Vij Company Ltd. (DGVCL) Surat - DPSC Ltd. - Goa Electricity Board - Karnataka Power Corporation Limited - Kerala State Electricity Board - Madhya Gujarat Vij Company Ltd. (MGVCL) Vadodara - Maharashtra State Electricity Distribution Company Limited - Mangalore Electricity Supply Company Limited - Madhya Pradesh Paschim Kshetra Vidyut Vitaran Company Ltd. - Madhya Pradesh Poorv Kshetra Vidyut Vitaran Company Ltd. - Madhya Pradesh Madhya Kshetra Vidyut Vitaran Company Ltd. - National Thermal Power Corporation - Neyveli Lignite Corporation - NOIDA Power Corporation - Paschim Gujarat Vij Company Ltd (PGVCL) Rajkot - PowerGrid Corporation of India - Reliance Infrastructure - Southern Electricity Supply Company of Orissa - Tata Power - Tata Power Delhi Distribution Limited(NDPL) - Torrent Power Ltd - Essel vidhyut vitran ujjain pvt. ltd. - Torrent Power Ltd, Ahmedabad - Torrent Power Ltd, Surat - Uttar Gujarat Vij Company Ltd (UGVCL) Mehsana - Torrent Power Ltd, Agra - West Bengal State Electricity Board - Enzen Global Solutions Pvt Ltd, Bangalore - North Eastern Supply Company of Odisha Ltd |
| Indonésie           | Perusahaan Listrik Negara |
| Japon               | Chuden - CEPCO - HEPCO - Compagnie japonaise de l'énergie atomique - Kanden - Kyuden - Rikuden - TEPCO - Tōhoku - Yonden - Japan Nuclear Fuel Ltd. |
| Jordanie            | Electricity Distribution Company (EDCO) - Irbid District Electricity Company (IDECO) - Jordanian Electric Power Company (JEPCO) |
| Liban               | Electricité du Liban (EDL) |
| Népal               | Nepal Electricity Authority |
| Pakistan            | Karachi Electric Supply Company - Lahore Electric Supply Company - Faisalabad Electric Supply Company - Gujranwala Electric Power Company - Hub Power Company - Hyderabad Electric Supply Company - Islamabad Electric Supply Company - Multan Electric Power Company - Peshawar Electric Power Company - Quetta Electric Supply Company - Tribal Electric Supply Company - Sukkur Electric Supply Company - Pakistan Electric Power Company - Water and Power Development Authority - Kot Addu Power Company |
| Russie              | IDGC Holding - IDGC du Centre - IDGC du Nord-Ouest - IDGC de l'Oural - IDGC de Sibérie - IDGC de la région du Centre et de la Volga - IDGC de la Volga - IDGC du Sud - IDGC du Nord Caucase - Lenenergo - Tyumenenergo - Moscow United Electric Grid Company - Yantarenergo - Kubanenergo |
| Singapour           | Singapore Power |
| Corée du Sud        | Korea Electric Power Corporation (KEPCO) |
| Taïwan              | Taiwan Power Company |
| Thaïlande           | Electricity Generating Authority of Thailand (EGAT) - Metropolitan Electricity Authority - Provincial Electricity Authority |
| Turquie             | Aydem Electricity Distribution Corp. - Enerjisa Baskent Electricity Distribution Company - Akedas Electricity Distribution Corp. - Çalik Yesilirmak Electricity Distribution Company - Firat Electricity Distribution Company - Meram Electricity Distribution Company - Sakarya Electricity Distribution Company - Çoruh Electricity Distribution Company - Uludag Electricity Distribution Company - Kayseri ve Civari Electricity Distribution Turk Corp. - Trakya Electricity Distribution Company - Osmangazi Electricity Distribution Company - Çamlibel Electricity Distribution Corp. - Bogaziçi Electricity Distribution Company - Gediz Electricity Distribution Company - Akdeniz Electricity Distribution Company - Aras Electricity Distribution Company - Toroslar Electricity Distribution Company - Dicle Electricity Distribution Company - Van Gölü Electricity Distribution Company - Istanbul Anadolu Yakasi Electricity Distribution Company |
| Émirats arabes unis | Abu Dhabi - Abu Dhabi Distribution Company (ADDC) et Al Ain Distribution Company (AADC) - Dubai - Dubai Electricity & Water Authority (DEWA) - Sharjah - Sharjah Electricity & Water Authority (SEWA) - Federal Electricity & Water Authority (FEWA) |
| Viêt Nam            | Électricité du Vietnam |

## Europe
| Pays               | Entreprise |
| ------------------ | --- |
| Albanie            | Korporata Elektroenergjitike Shqiptare |
| Allemagne          | E.ON - RWE - EnBW - Vattenfall |
| Belgique           | Sibelga - Eandis - Eandis:IMEA - Eandis:Imewo - Eandis:Intergem - Eandis:Iveka - Eandis:Iverlek - Eandis:Sibelgas - Infrax:P.B.E. - Infrax:IVEG - Infrax:Infrax-West - Infrax:Inter-Electra - ORES - RESA-S.A-Intercommunale |
| Chypre             | Electricity Authority of Cyprus (EAC) |
| Danemark           | Energi Fyn - EnergiMidt - Natur-Energi A/S - NRGi - Ørsted - SEAS-NVE - SYD Energi (ESS Energi Danmark) - TRE-FOR |
| Espagne            | Endesa |
| Finlande           | Forssan Energia Oy - Fortum - Helsingin Energia - Kokemäen Sähkö Oy - Köyliön-Säkylän Sähkö Oy - Lankosken Sähkö Oy - Lappeenrannan Energia Oy - Leppäkosken Sähkö Oy - Lammaisten Energia Oy - Paneliankosken Voima Oy - PVO - Sallila Energia Oy - Savon Voima Oy - TVO - Vantaan Energia Oy - Vatajankosken Sähkö Oy - Vakka-Suomen Voima - Vattenfall              |
| France             | Enedis (filiale d'Électricité de France (EDF), gestion de 95 % du réseau national) Entreprises locales de distribution : Électricité de Strasbourg - Usine d'électricité de Metz - Sorégies - Gaz Électricité de Grenoble |
| Grèce              | DEDDIE |
| Italie             | Enel - A2A - Edison S.p.A. - Sorgenia |
| Macédoine          | EVN Group |
| Monaco             | Société monégasque de l'électricité et du gaz |
| Pays-Bas           | Alliander - Cogas - Delta Nuts Netwerk bedrijven - Endinet - Enexis - Rendo - Stedin - Westland Energie Infra |
| Portugal           | EDP - Energias de Portugal |
| République tchèque | CEZ Distribuce - PREdistribuce - E.ON Distribuce |
| Royaume-Uni        | UK Power networks (LPN-EPN & SPN) - Central Networks (intégré à Western Power Distribution depuis avril 2011) - Eastern Electricity - MANWEB - Northern Electric - NORWEB - Scottish Power - Scottish Hydro-Electric - South Wales Electricity - South Western Electricity - Southern Electric - United Utilities - Western Power Distribution - Yorkshire Electricity |
| Serbie             | EPS - Elektroprivreda Srbije |
| Slovénie           | Elektro Maribor - Elektro Celje - Elektro Ljubljana - Elektro Gorenjska - Elektro Primorska |
| Suède              | Götene Elförening ek. för. - Gislaved Energi AB - Sala-Heby Energi Elnät AB - Smedjebacken Energi Nät AB - Varabygdens Energi ek. för. - Öresundskraft - Sollentuna Energi AB |

## Océanie
| Pays                | Entreprise |
| ------------------- | --- |
| Australie           | ActewAGL - Aurora Energy - Ausgrid (autrefois EnergyAustralia) - CitiPower - Endeavour Energy (autrefois Integral Energy) - Energex - Ergon Energy - Essential Energy (autrefois Country Energy) - SA Power Networks (autrefois ETSA Utilities) - Horizon Power (autrefois ETSA Utilities) - Jemena - Power and Water Corporation - Powercor Australia - SP AusNet - United Energy Distribution - Western Power |
| Nouvelle-Zélande    | Alpine Energy - Buller Electricity - Centralines - Counties Power - Delta Utilities Services - Aurora Energy - Eastland Network - Electra - Electricity Ashburton - Electricity Invercargill - Electricity Southland - The Lines Company - MainPower - Marlborough Lines - Nelson Electricity - Network Tasman - Network Waitaki - Northpower - Orion - OtagoNet - Powerco - Scanpower - Top Energy - The Power Company - Unison Networks Limited - Vector Limited - Waipa Networks - WEL Networks - Wellington Electricity - Westpower |
| Nouvelle-Calédonie  | Enercal - EEC |
| Polynésie française | Électricité de Tahiti |